# 조서연 (1977년)
조서연(1977년 3월 9일 ~ )은 대한민국의 뮤지컬 배우이다.
계원예술고등학교 연극영화과와 중앙대학교 연극학과를 모두 수석으로 입학한 재원이다. 동국대학교 전산원 영화영상학부 연기학과 뮤지컬 연기 전공 교수로 근무하기도 했다.

## 학력
- 계원예술고등학교 연극영화과 (졸업)
- 중앙대학교 연극학과 (학사)
- 골드스미스 대학교 대학원 뮤지컬 프로듀서학 (석사)

## 출연 작품

### 뮤지컬
- 1998년 《하드락 카페》 - 윤혜주 역
- 2001년 《둘리》 - 둘리엄마 역 (언더)
- 2002년 《백설공주를 사랑한 난장이》 - 물소리 역
- 2003년 《젊은 베르테르의 슬픔》 - 꽃처녀 역
- 2004년 《지하철 1호선》 - 선녀 역
- 2005년 《그리스》 - 샌디 역
- 2005년 《사랑은 비를 타고》 - 유미리 역
- 2006년 《록키호러쇼》 - 마젠타 역
- 2006년 《백설공주를 사랑한 난장이》 - 물소리 역
- 2007년 《렌트》 - 머린 역

### 드라마
- 2005년 KBS 2TV 드라마시티 《다 함께 차차차》 - 엄 간호사 역

## 그 외 활동

### 방송
- EBS 1TV 《딩동댕 유치원》 - 동이 언니 (메인 MC)
- 2005년 KBS 2TV 《스타 골든벨》 - 게스트 (2005.9.11.)

### 음반
- 2001년 옴니버스 앨범 《동감(同感)》 - 수록곡 '다음 세상에서'